# Países centrais

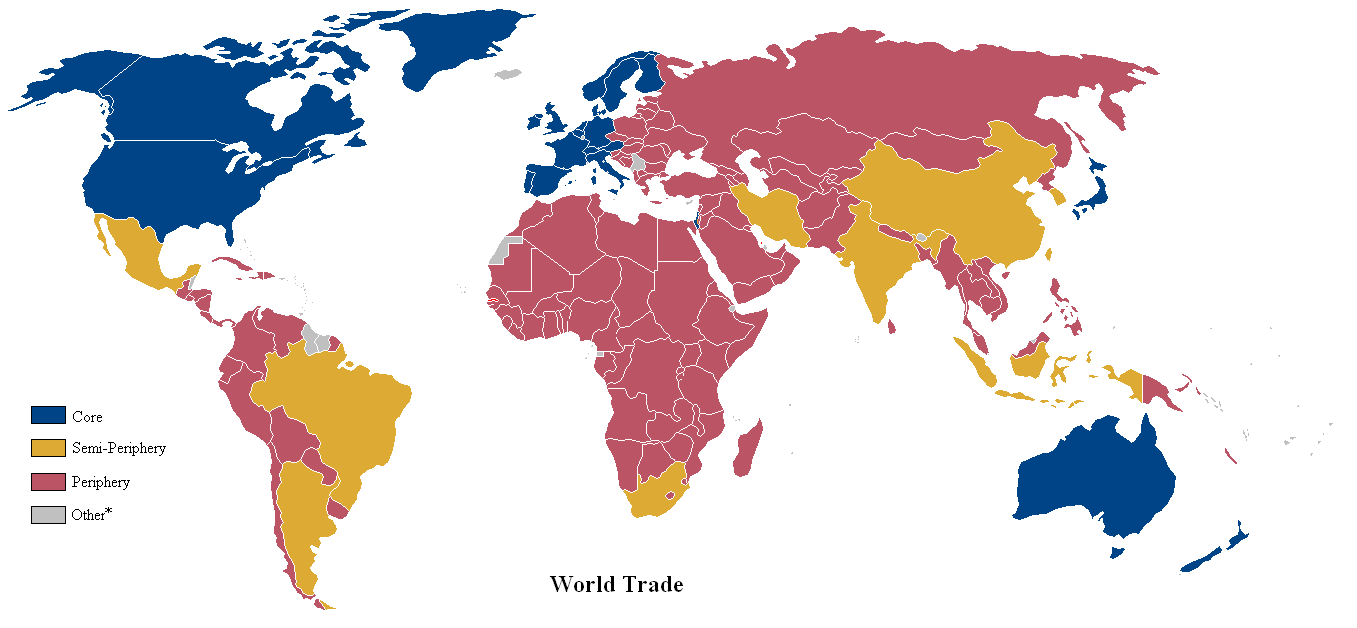
Mapa que mostra aos países por estado comercial a fins do século XX utilizando a diferenciação do sistema mundial em países centrais (azul), países semi-periféricos (roxo) e países periféricos (vermelho), segundo a lista em Dunn, Kawano e Brewer (2000).

Na teoria de sistemas mundiais, os países centrais são os países capitalistas dos que dependem os países periféricos e os países semi-periféricos. Os países centrais controlam e beneficiam-se do mercado global. Geralmente são reconhecidos como nações ricas com uma ampla variedade de recursos e se encontram numa localização favorável em comparação com outros estados. Têm fortes instituições estatais, um poderoso exército e poderosas alianças políticas globais.

## Características
Os países centrais são caracterizados por:
- São os mais economicamente diversificados, ricos e poderosos (economicamente e militarmente).[2][3]
- Têm governos centrais fortes, controlando burocracias extensas e poderosas forças armadas.[2][3]
- Têm instituições estatais mais fortes e complexas que ajudem a gerir os assuntos econômicos interna e externamente.
- Têm uma base impositiva suficiente para que as instituições estatais possam proporcionar infra-estrutura para uma economia forte.
- São altamente industrializados e produzem produtos manufacturados em lugar de matérias primas para a exportação.[2]
- A cada vez mais especializam-se em indústrias de informação, finanças e serviços.
- Estão à frente das novas tecnologias e as novas indústrias. Os exemplos atuais incluem indústrias eletrônica e biotecnológicas de alta tecnologia. Outro exemplo seria a produção de automóveis em linha de montagem a princípios do século XX.
- Têm fortes classes burguesas e operárias.[2]
- Têm meios significativos de influência sobre os países semi-periféricos e periféricos.[2]
- São relativamente independentes do controle externo.  Segundo o sociólogo estado-unidense Immanuel Wallerstein, um país central é dominante sobre todos os demais quando tem uma vantagem em 3 formas de domínio econômico durante um período de tempo:
- O domínio da produtividade permite a um país produzir produtos de maior qualidade a um preço mais barato, em comparação com outros países.
- O domínio da produtividade pode conduzir ao domínio comercial. Agora, há uma balança comercial favorável para a nação dominante já que mais países estão a comprar os produtos do país dominante que lhes comprando.
- O domínio comercial pode conduzir ao domínio financeiro. Agora, entra mais dinheiro ao país. Os banqueiros da nação dominante tendem a receber um maior controle dos recursos financeiros do mundo.[4] O domínio militar também é provável após que uma nação atinja estes 3 rankings. No entanto, tem-se postulado que em todo o sistema mundial moderno, nenhuma nação tem podido usar suas forças armadas para obter o domínio econômico. A cada uma das nações dominantes do passado fez-se dominante com níveis bastante pequenos de despesa militar e começou a perder o domínio econômico com a expansão militar mais adiante.[5]    O sociólogo francês Daniel Chirot lista os 5 benefícios mais importantes que chegam às nações centrais por seu domínio das nações da periferia:
- Acesso a uma grande quantidade de matéria prima.
- Mão de obra barata.
- Enormes ganhos de investimentos diretos de capital
- Um mercado para as exportações.
- Trabalho profissional qualificado através da migração de pessoas provenientes de fora dos países centrais.[6]

## Países centrais antigos e atuais
Ao longo da história, as nações centrais foram mudando e novas nações foram adicionadas à lista. Os países mais influentes no passado foram os que seriam considerados centrais. Esses foram os impérios da Ásia e do Oriente Médio (especialmente Índia e China) até ao século XVI, quando as potências assumiram a liderança, embora grandes potências asiáticas, como a China, continuassem altamente influentes na região. A Europa se manteve à frente até o século XX, quando as duas guerras mundiais se tornaram desastrosas para as economias europeias. É então que os Estados Unidos e a União Soviética, até ao final da década de 1980, se tornaram as duas superpotências hegemônicas, criando uma ordem mundial bipolar.
A seguir estão os países centrais de acordo com o estudo de Chase-Dunn, Kawano e Brewer (2000):
| Alemanha      | Austrália | Áustria        | Bélgica   | Canadá        |
| Dinamarca     | Espanha   | Estados Unidos | Finlândia | França        |
| Irlanda       | Itália    | Japão          | Noruega   | Nova Zelândia |
| Países Baixos | Portugal  | Reino Unido    | Suécia    | Suíça         |

E esta é a lista de países centrais segundo o estudo de Babones (2005), que aponta que esta lista é composta por países que “foram classificados de forma consistente em apenas uma das três zonas (centro, semiperiferia ou periferia) da economia mundial. especialmente todo o período de estudo de 28 anos ":
| Alemanha       | Áustria       | Bélgica     | Canadá    | Dinamarca  | Espanha  |
| Estados Unidos | Finlândia     | França      | Grécia    | Hong Kong  | Islândia |
| Irlanda        | Israel        | Itália      | Japão     | Luxemburgo | Noruega  |
| Nova Zelândia  | Países Baixos | Reino Unido | Singapura | Suécia     | Suíça    |